# Danielle Foxxx
Danielle Foxxx (Río de Janeiro; 27 de noviembre de 1979) es una actriz pornográfica transexual retirada y modelo brasileña.

## Biografía
Danielle Foxxx nació en la ciudad brasileña de Río de Janeiro, de un matrimonio de una brasileña y padre germano-estadounidense. A los 14 años, se trasladó con su familia a Orlando (Florida). A sus 16 años de edad comenzó su proceso de reorganización de sexo y tratamiento hormonal con el apoyo de su madre.
Foxxx era conocida con el nombre de Holly Gramm en los clubes en los que actuaba como drag queen, antes de entrar en la industria pornográfica. También trabajó como camarera y llegó a ser nombrada Miss Gay de San Francisco y más tarde Reina del Certamen transexual de los Estados Unidos en agosto de 2006.
Se decidió a ser actriz porno a los 24 años, en 2003, año en que comenzó a grabar películas de sexo transexual, muchas de ellas bajo la dirección del cineasta Joey Silvera. Estuvo nominada en dos ocasiones (2005 y 2007) a los Premios AVN a la Artista transexual del año. 
Foxxx se sometió en marzo de 2008 en Tailandia a una operación de reasignación de sexo con el que completaba el proceso que había iniciado años atrás. Regresaba a trabajar como actriz en 2009.
Foxxx trabajó en varias entregas de películas seriales pornográficas transexuales como Big Ass She Male Road Trip, She-Male Strokers, Suck My Tranny Cock o Transsexual Prostitutes.
Decidió retirarse en 2014, con algo más de 70 películas grabadas. En la actualidad se dedica a la moda.

## Premios y nominaciones
| Año  | Ceremonia    | Resultado | Premio                     | Trabajo |
| ---- | ------------ | --------- | -------------------------- | ------- |
| 2005 | Premios AVN  | Nominada  | Artista transexual del año | —       |
| 2007 | Premios AVN  | Nominada  | Artista transexual del año | —       |
| 2010 | Premios XBIZ | Nominada  | Artista transexual del año | —       |